# 洲崎のミノコオドリ
洲崎のミノコオドリ（すのさきのミノコオドリ）は、千葉県館山市洲崎の洲崎神社に伝わる風流小唄踊りである。1961年（昭和36年）に千葉県の無形民俗文化財に指定され、1973年（昭和48年）に選択無形民俗文化財に選ばれた。
洲崎神社例大祭の8月21日と2月の初午に、境内で弥勒踊りと鹿島踊りが奉納される。いずれの踊りも、中央で音頭取りとして長老格の1人が太鼓を打ち、年配の女性2人が踊り唄をうたい、その周りを輪になって踊るもので、弥勒踊りでは右手に扇子、左手にオンベと呼ばれる幣束を持って肩に担ぎ、豊富な振りと動きで踊る。鹿島踊りではオンベは足もとに置き扇子だけを持つが、動きは少なく単純な所作の繰り返しで踊る。
踊り手は明治初めまでは若い衆が中心だったが、日清戦争直後から小中学生の女の子が代って務めるようになった。その後児童数の減少に伴って、州崎の婦人会の会員も加わり伝承の保持を果たしている。